# 国投证券
国投证券股份有限公司，简称国投证券，前身为“安信证券”，其在证监会公布的2016年证券公司分类结果中被评为A级。

## 历史
由中国证券投资者保护基金、深圳市投资控股有限公司分别出资99.34%、0.66%设立，2006年8月18日中国证监会批复，2006年8月22日正式成立。注册地深圳。注册资本15.10亿元。
2006年9月，开始接收因违规被托管的广东证券各大营业部，并于2007年11月9日正式接收。
2006年12月，接收被托管的中国科技证券和中关村证券各大营业部。
2020年8月5日，国投资本及其全资子公司毅胜投资，拟对公司全资子公司安信证券合计增资79.44亿元。增资变更后，安信证券注册资本将达到100亿元，排在国内业内第六。
2021年7月24日，中国证券监督管理委员会发布《2021年证券公司分类结果》，共有103家券商参与。其中安信证券被评为AA级，与2020年持平。
2023年12月8日，安信证券母公司国投资本发布公告称，旗下子公司安信证券名称由“安信证券股份有限公司”变更为“国投证券股份有限公司”，并于近日取得深圳市市场监督管理局换发的《营业执照》。

## 处罚
2013年5月，证监会即对安信证券保荐的华锐风电财务造假问题进行立案调查。2015年3月，证监会决定给予安信证券暂停保荐资格三个月的处罚。
2024年年底，國投證券首席經濟學家高善文，由於出席華府智庫交流時，對中國經濟統計做出質疑與悲觀前景評價，導致高善文在國內的演講被取消，並禁止對外發言。。